# Квебекский мост
Квебе́кский мост (фр. Pont de Québec, англ. Quebec Bridge) — совмещённый автомобильно-железнодорожный металлический консольный мост через реку Святого Лаврентия, соединяющий города Квебек и Леви, Канада. Центральный пролет моста длиной 549 м — самый большой в мире для мостов невисячих систем.
Мост планировали построить ещё в середине XIX века, однако полностью он был открыт 3 декабря 1919 года.
30 августа 1907 года произошло обрушение ещё недостроенного моста, повлёкшее гибель 75 человек.
Мост принадлежит Канадским железным дорогам, расстояние между опорами — 549 м, общая длина 987 м, а ширина — 29 м. На момент постройки он был самым крупным мостом Канады.
На мосту есть три полосы для автотранспорта, один железнодорожный путь и одна пешеходная дорожка.
Параллельно Квебекскому мосту проходит более современный мост Пьера Лапорта.
Схема сооружения напоминает Фортский мост, но опорные давления консольных пролётных строений переданы не на две, а на одну опору, к тому же решётка ферм принята полураскосной. Мост в процессе строительства два раза обрушивался и каждый раз катастрофа сопровождалась человеческими жертвами (всего погибло 88 человек). Причина катастроф заключалась в недостаточной устойчивости составных сжатых элементов нижних поясов и ошибочном определении постоянной нагрузки при расчёте моста. Мост строился 18 лет, потребовал 16 тысяч т металла и обошёлся в 40 млн долларов.